# Ars-sur-Formans
Ars-sur-Formans is een gemeente in het Franse departement Ain (regio Auvergne-Rhône-Alpes). De gemeente telde 1.513 inwoners op 1 januari 2022.
Ars bevindt zich in de Dombes. Door de gemeente stroomt het riviertje de Fontblin.

## Pastoor van Ars
De beroemde en in 1925 heilig verklaarde Pastoor van Ars Jean-Marie Vianney was van 1818 tot 1859 pastoor te Ars-sur-Formans. In de negentiende eeuw werd er daarom een grote basiliek gebouwd door architect Pierre Bossan. Thans trekt Ars jaarlijks 450.000 pelgrims.

## Geografie
De oppervlakte van Ars-sur-Formans bedroeg op 1 januari 2022 5,5 vierkante kilometer; de bevolkingsdichtheid was toen 275,1 inwoners per km².
De onderstaande kaart toont de ligging van Ars-sur-Formans met de belangrijkste infrastructuur en aangrenzende gemeenten.

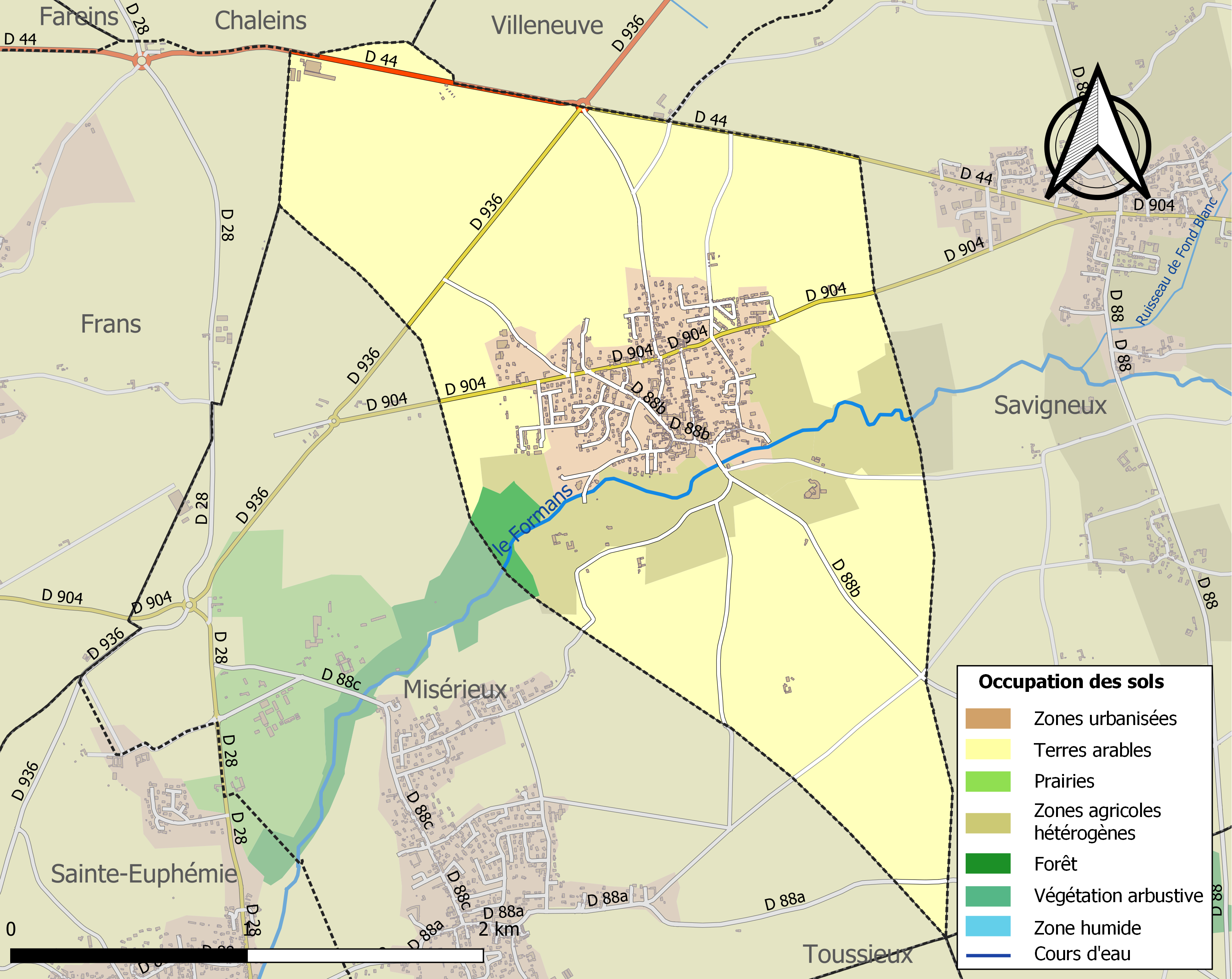

## Demografie
Onderstaande grafiek toont het verloop van het inwoneraantal van Ars-sur-Formans vanaf 1968. De cijfers zijn afkomstig van het Frans bureau voor statistiek en bevatten geen dubbel getelde personen (zoals studenten en militairen).
Vanwege een beveiligingsprobleem met de MediaWiki Graph-software is het momenteel niet mogelijk deze grafiek weer te geven. Zodra de software is bijgewerkt zal de grafiek vanzelf weer zichtbaar worden.

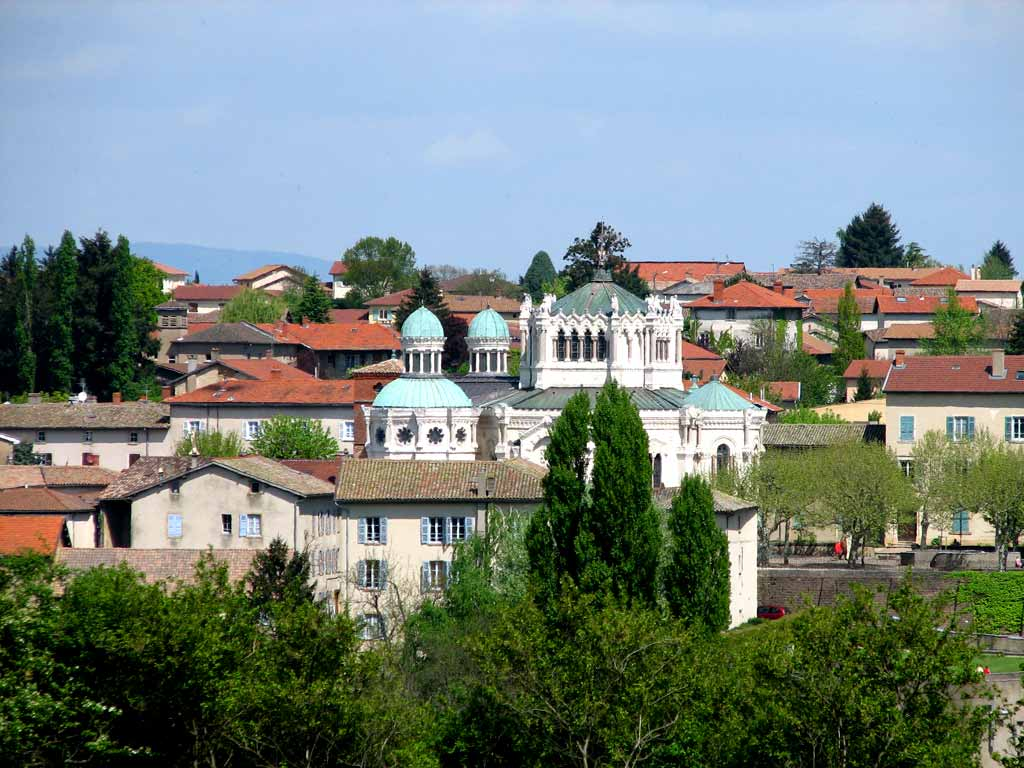
Ars met de basiliek
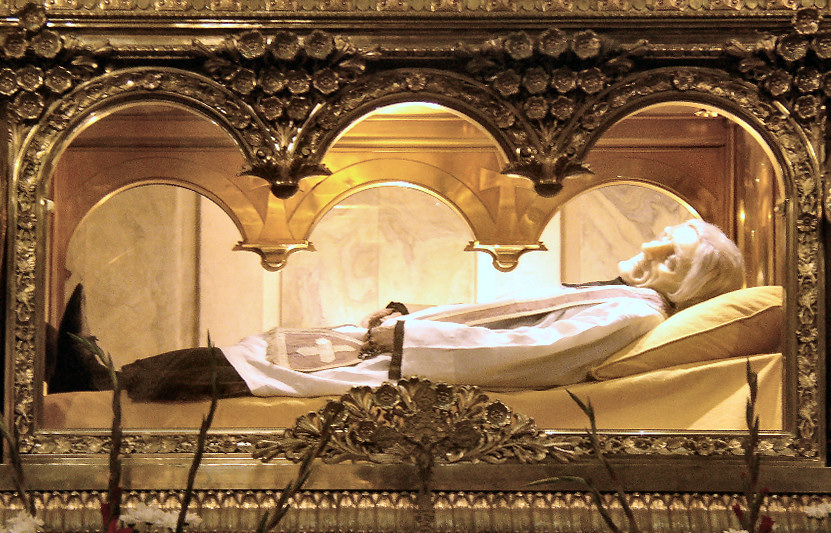
Tombe van Jean-Marie Vianney